# Myllokunmingiidae
Los millokunmingidos (Myllokunmingiida) son un orden que está formado por un grupo muy temprano de peces sin mandíbula que vivieron durante el Cámbrico. El grupo está formado por una sola familia, Myllokunmingiidae. Sus fósiles han sido encontrados sólo en los esquistos de Maotianshan. También son considerados de los primeros craneados.
Sus fósiles datan del Cámbrico temprano de Yunnan, China. La mayoría de estos carecían de huesos, pero la parte de su anatomía blanda de su cuerpo estaba fosilizada. Algunos fósiles como los de Zhongjianichthys presentaban posibles arcos vertebrales y sacos nasales.

## Taxonomía
La taxonomía actual de este grupo es la siguiente:
- Orden †Myllokunmingiida Shu, 2003
  - Familia †Myllokunmingiidae Shu, 2003
    - Género †Haikouichthys Luo, Hu & Shu 1999 sensu Shu et al., 2003
      - Especie †Haikouichthys ercaicunensis (Luo, Hu & Shu 1999 sensu Shu et al., 2003)

    - Género †Myllokunmingia Shu, Zhang & Han, 1999
      - Especie †Myllokunmingia fengjiaoa (Shu, Zhang & Han, 1999)

    - Género †Zhongjianichthys Shu, 2003
      - Especie †Zhongjianichthys rostratus (Shu, 2003)

## En la cultura popular
Un ejemplar de Haikouichthys fue presentado en el documental de la BBC Walking with Monsters de 2005, como el representante de esta familia de peces y ancestro de todos animales los vertebrados.